# Hexatoma (Eriocera) elevata
Hexatoma (Eriocera) elevata is een tweevleugelige uit de familie steltmuggen (Limoniidae). De soort komt voor in het Oriëntaals gebied.